# 蝴蝶雙刀

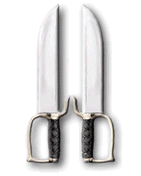
蝴蝶双刀

蝴蝶双刀，別名「双叉刀」，是中國南方人用的短刀，但也有在北方使用過。它以永春拳的基本手法与短刀的攻防特点组合而成，刀片的長大約是一個人的手臂，所以它可以很容易地套在靴內。